# Bétracq
Bétracq is een gemeente in het Franse departement Pyrénées-Atlantiques (regio Nouvelle-Aquitaine) en telt 49 inwoners (2009). De plaats maakt deel uit van het arrondissement Pau.

## Geografie
De oppervlakte van Bétracq bedraagt 4,7 km², de bevolkingsdichtheid is dus 10,4 inwoners per km².
De onderstaande kaart toont de ligging van Bétracq met de belangrijkste infrastructuur en aangrenzende gemeenten.

## Demografie
Onderstaande figuur toont het verloop van het inwonertal (bron: INSEE-tellingen).